# Lego Mindstorms EV3

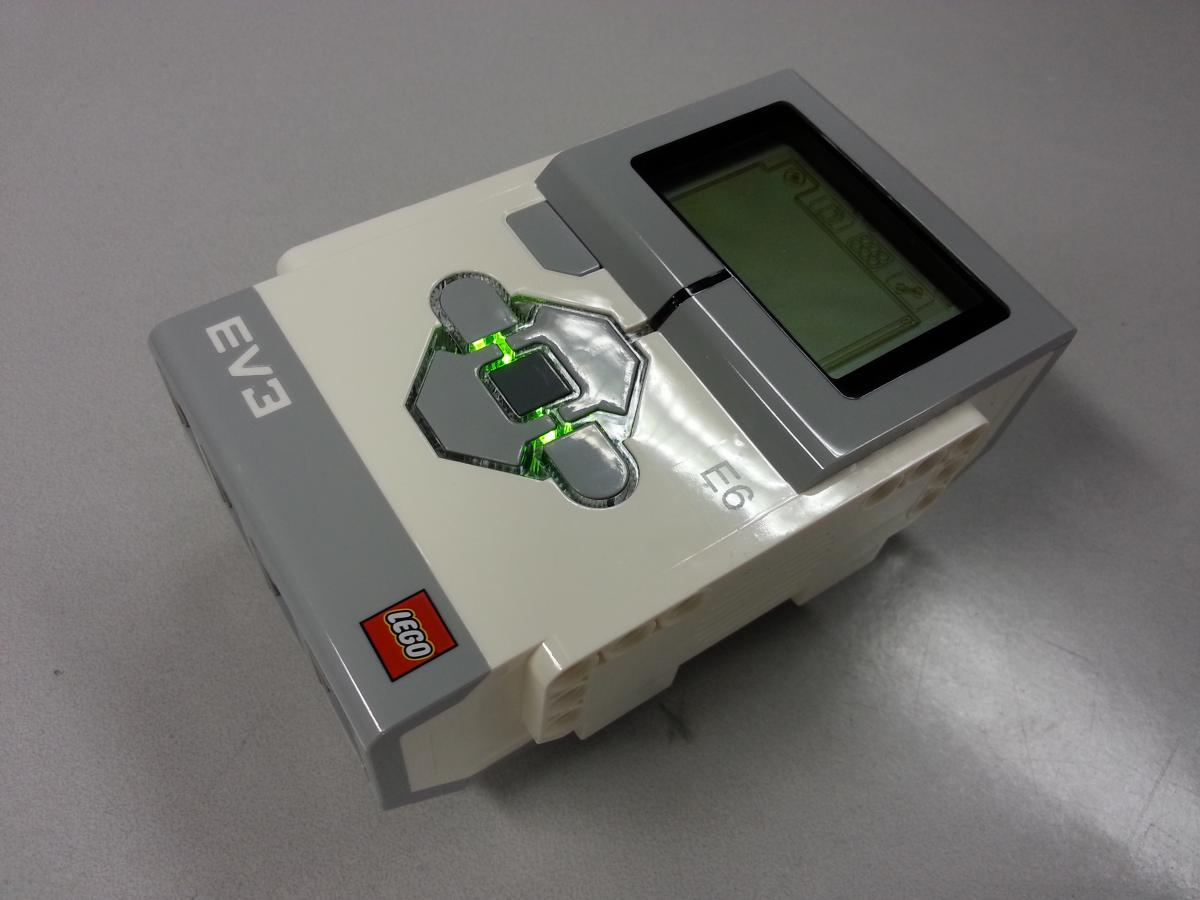
Lego Mindstorms EV3 Stein

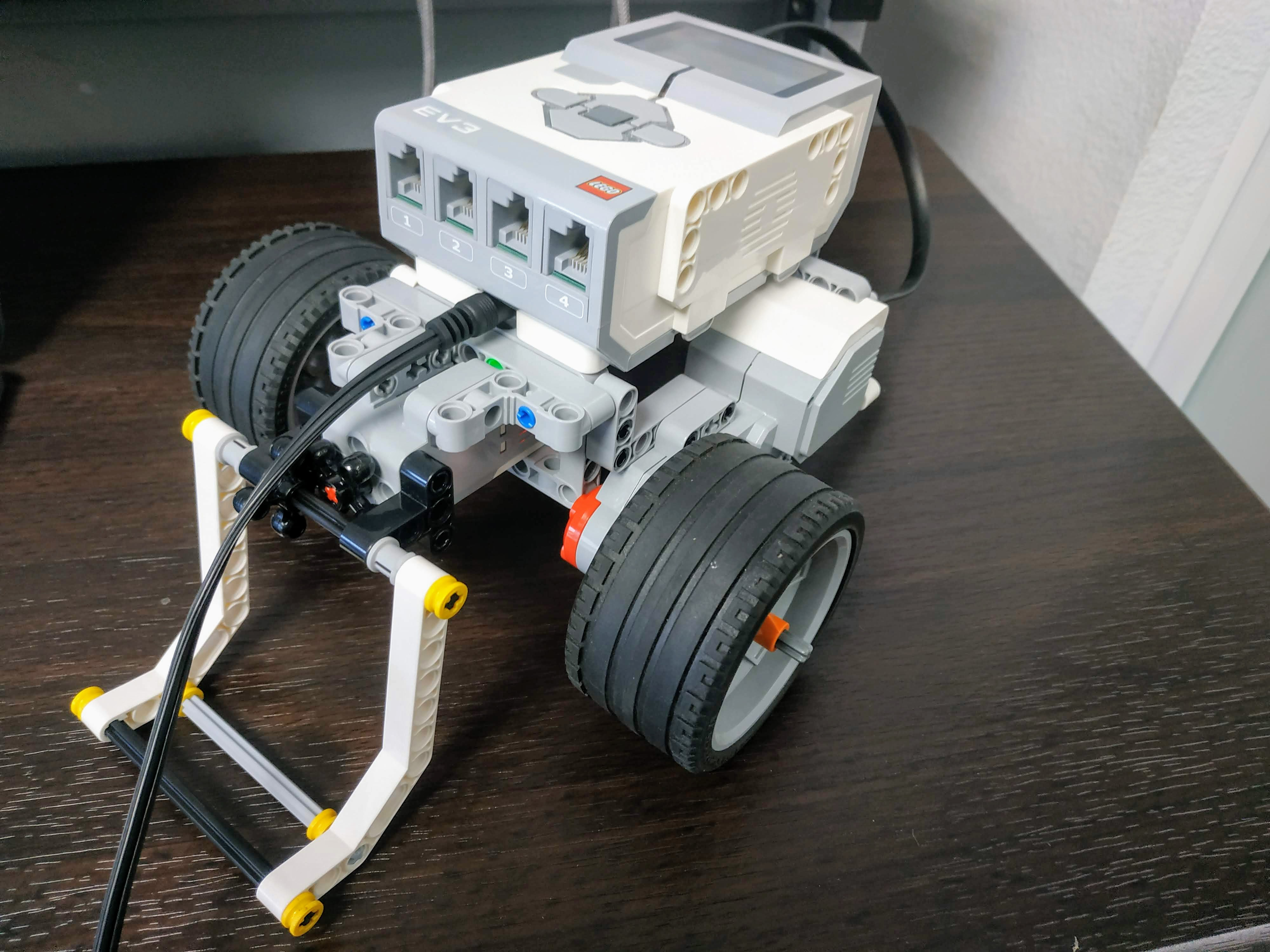
Lego Mindstorms EV3 Roboter

Lego Mindstorms EV3 ist der Robotik-Bausatz der dritten Generation der Mindstorms-Reihe von Lego. Er ist der Nachfolger des Lego Mindstorms NXT 2.0 Bausatzes der zweiten Generation. Die Bezeichnung "EV" bezieht sich auf die "Entwicklung". "3" bezieht sich darauf, dass es sich um die dritte Generation von Computermodulen handelt – die erste war der RCX und die zweite der NXT. Er wurde am 4. Januar 2013 offiziell angekündigt und kam am 1. September 2013 in den Handel. Die Education Edition wurde am 1. August 2013 veröffentlicht. Es gibt viele Wettbewerbe, bei denen dieses Set verwendet wird, darunter die FIRST LEGO League Challenge und die World Robot Olympiad, die von Lego gesponsert wird.

## Überblick
Der größte Unterschied zwischen dem Lego Mindstorms NXT und NXT 2.0 und dem EV3 liegt in dem technologischen Fortschritt des programmierbaren Baustein. Der Hauptprozessor des NXT war ein ARM7-Mikrocontroller, während der EV3 eine leistungsfähigere ARM9-CPU hat, auf der Linux läuft. Neu am EV3 ist der USB-Anschluss und ein Micro-SD-Slot (bis zu 32 GB). Im Lieferumfang enthalten sind die Pläne zum Bauen von 5 verschiedenen Robotern: EV3RSTORM, GRIPP3R, R3PTAR, SPIK3R, und TRACK3R. Lego hat außerdem Anleitungen zum Bau von 12 weiteren Projekten online gestellt: ROBODOZ3R, BANNER PRINT3R, EV3MEG, BOBB3E, MR-B3AM, RAC3 TRUCK, KRAZ3, EV3D4, EL3CTRIC GUITAR, DINOR3X, WACK3M, und EV3GAME. Verwendet wird ein Programm namens Lego Mindstorms EV3 Home Edition, welches auf LabVIEW basiert, um Code mit Blöcken anstelle von Zeilen zu schreiben. Man kann jedoch auch auf dem eigentlichen Roboter programmieren. MicroPython-Unterstützung wurde kürzlich hinzugefügt.
Das EV3 Home (31313) Set besteht aus: 1× programmierbarer EV3-Stein, 2× große Motoren, 1× mittlerer Motor, 1× Tastsensor, 1× Farbsensor, 1× Infrarotsensor, 1× Fernbedienung, mehrere Kabel, 1 USB-Kabel und 585 TECHNIC-Elemente.
Das Education EV3 Core Set (45544) besteht aus: 1× programmierbarer EV3-Baustein, 2× große Motoren, 1× mittlerer Motor, 2× Tastsensoren, 1× Farbsensor, 1× gyroskopischer Sensor, 1× Ultraschallsensor, Kabel, USB-Kabel, 1× wiederaufladbare Batterie und 547 TECHNIC-Elemente.
Ein Erweiterungsset für das Education Core Set, das separat gekauft werden kann, enthält 853 Lego Elemente. Allerdings enthalten das Erweiterungsset und das Lernset zusammen nicht die notwendigen Komponenten, um die meisten Roboter des Standardsets zu bauen. Dies steht im Gegensatz zu NXT; mit dem Lernset in Kombination mit dem Erweiterungsset kann man jedes beliebige Design aus dem Standard Set bauen. Das EV3-Lernset wurde einen Monat früher als das Standardset veröffentlicht, nämlich am 1. August 2013. Roboter, die mit dem Education Set gebaut werden können, sind der EV3 Educator Roboter, der GyroBoy, der Colour Sorter, der Puppy und der Robot Arm H25. Zu den Robotern, die mit dem Erweiterungsset gebaut werden können, gehören der Tank Bot, der Znap, der Stair Climber, der Elefant und eine Fernsteuerung. Ein weiterer Roboter, der mit einem Standardset und einem Erweiterungsset gebaut werden kann, ist die Spinner Factory. Die Hitechnic Sensors Blocks von NXT können mit EV3 und NXT verwendet werden.
Die NXT-Sensoren können mit dem EV3 verwendet werden. Es kann ein alternatives Betriebssystem von einer microSD-Karte booten, was es ermöglicht, ev3dev, ein Debian Linux-basiertes Betriebssystem, auszuführen.

## Kompatibilität
Alle NXT-Sensoren, -Motoren und -Bauelemente funktionieren mit EV3 und werden als NXT-Sensoren/Motoren erkannt, wenn sie eingesteckt sind. EV3-Sensoren funktionieren nicht mit dem NXT, aber EV3-Motoren schon. Der NXT-Baustein kann mit der EV3-Software programmiert werden, verfügt aber nicht über alle Softwarefunktionen. Die EV3-Software kann zum Programmieren des NXT verwendet werden, aber einige zusätzliche Programmierbausteine müssen heruntergeladen werden, wie z. B. der UltraSonic-Sensor (der im Standard-NXT-Bausatz enthalten ist, aber nicht im Standard-EV3-Bausatz). Der EV3-Baustein kann nicht mit der Standard-NXT-Software programmiert werden, aber einige Drittanbieter-Software unterstützt beide Systeme.